# Клауд Лејк (Флорида)
Клауд Лејк (енгл. Cloud Lake) град је у америчкој савезној држави Флорида. По попису становништва из 2010. у њему је живело 135 становника.

## Демографија
Према попису становништва из 2010. у граду је живело 135 становника, што је 32 (19,2%) становника мање него 2000. године.
| Група             | 2000.       | 2010.      |
| Белци             | 115 (68,9%) | 96 (71,1%) |
| Афроамериканци    | 5 (3,0%)    | 8 (5,9%)   |
| Азијати           | 13 (7,8%)   | 0 (0,0%)   |
| Хиспаноамериканци | 51 (30,5%)  | 31 (23,0%) |
| Укупно            | 167         | 135        |